# John Gray (tác giả người Mỹ)
John Gray (sinh ngày 28 tháng 12 năm 1951) là một cố vấn, giảng viên và tác giả người Mỹ. Năm 1969, ông bắt đầu một liên hệ kéo dài 9 năm với Maharishi Mahesh Yogi trước khi bắt đầu sự nghiệp với tư cách là một tác giả và cố vấn quan hệ cá nhân. Năm 1992, ông xuất bản cuốn sách Men Are from Mars, Women Are from Venus, trở thành cuốn sách bán chạy nhất trong thời gian dài và hình thành chủ đề trung tâm của tất cả các cuốn sách và hoạt động nghề nghiệp tiếp theo của ông. Sách của ông đã bán được hàng triệu bản.

## Tuổi thơ và giáo dục ban đầu
Gray sinh ra ở Houston, Texas, vào năm 1951, có cha là giám đốc điều hành dầu mỏ và mẹ làm việc tại một cửa hàng sách tâm linh, và lớn lên với năm anh em. Cha mẹ ông đều là Kitô hữu, dạy ông Yoga và đưa ông đến thăm thiền sư Ấn Độ Yogananda trong thời thơ ấu. Cuốn tự truyện của một Yogi đã truyền cảm hứng cho ông rất nhiều trong cuộc đời.
Ông đã nhận bằng cử nhân và thạc sĩ về Khoa học Trí tuệ Sáng tạo, mặc dù các nguồn khác nhau về việc những bằng cấp này có được nhận từ Đại học Nghiên cứu Châu Âu Maharishi (MERU) ở Thụy Sĩ hay Đại học Quốc tế Maharishi được công nhận ở Fairfield, Iowa là chưa rõ ràng.
Grey đã nhận được bằng tiến sĩ không được công nhận bằng thư từ năm 1982 từ Đại học Columbia Pacific (CPU), một tổ chức đã không còn tồn tại ở San Rafael, California sau khi hoàn thành khóa học qua trao đổi thư từ  và bằng tiến sĩ danh dự của Thống đốc Đại học bang Illinois sau khi ông đọc diễn văn tại đây vào năm 2002.
Năm 1969, Gray tham dự một bài giảng Thiền siêu việt, sau đó trở thành thị giả cá nhân cho Maharishi Mahesh Yogi trong chín năm.
Gray viết một chuyên mục báo Hoa Kỳ với 30 triệu độc giả trong các báo và tạp chí Tạp chí Atlanta-Hiến pháp, New York Daily News, New York Newsday, Denver Post, và San Antonio Express-News. Trên bình diện quốc tế, các cột báo viết của Gray đã xuất hiện trên các ấn phẩm ở Anh, Canada, Mexico, Hàn Quốc, Mỹ Latinh và Nam Thái Bình Dương.  
Gray là một nhà trị liệu gia đình và là thành viên của Hiệp hội Tư vấn Hoa Kỳ và Hiệp hội Tư vấn Hôn nhân và Gia đình Quốc tế.

### Ấn phẩm
Năm 1992, Gray xuất bản cuốn sách của mình, Đàn ông đến từ Sao Hỏa, Phụ nữ đến từ Sao Kim đã bán được hơn 15 triệu bản  và theo báo cáo của CNN, đó là "tác phẩm phi hư cấu được xếp hạng cao nhất" của những năm 1990. Cuốn sách đã trở thành một "mô hình phổ biến" cho các vấn đề trong các mối quan hệ dựa trên các xu hướng khác nhau ở mỗi giới và dẫn đến quảng cáo, âm thanh và băng video, CD-ROM (đầu tiên từ HarperReference), hội thảo cuối tuần, kỳ nghỉ chủ đề, chương trình Broadway, một bộ phim sitcom truyền hình cộng với hợp đồng điện ảnh với 20th Century Fox. Cuốn sách đã được xuất bản bằng 40 ngôn ngữ và đã giúp Gray thu về gần 18 triệu đô la.

### Liên doanh khác
Năm 1996, Gray và Maia và Bart Berens đồng sáng lập Viện Mars Venus. Bart Berens là chủ tịch và Maia Berens là giám đốc.
Năm 1997, Gray bắt đầu mở Trung tâm Tư vấn Sao Hỏa & Sao Kim, nơi anh đào tạo các nhà trị liệu theo "kỹ thuật Sao Hỏa & Sao Kim" để đổi lấy phí cấp phép một lần và "thanh toán tiền bản quyền" hàng tháng. Dorothy Cantor, cựu chủ tịch Hiệp hội Tâm lý Hoa Kỳ, đã đặt câu hỏi đạo đức của việc tạo ra một nhượng quyền thương mại cho những thứ thực chất chỉ là một quá trình trị liệu.

### Phỏng vấn và xuất hiện trên truyền thông
Grey đã xuất hiện rất nhiều chương trình truyền thông bao gồm Oprah, The Phil Donahue Show, và Larry King Live. Gray đã được mô tả sơ lược trên tạp chí Newsweek, People và Forbes.  
Trong một cuộc phỏng vấn vào tháng 6 năm 2014 với Agence France-Presse, Grey đã được trích dẫn khi nói về vấn đề nữ quyền, "Lý do tại sao có quá nhiều vụ ly hôn là vì nữ quyền thúc đẩy sự độc lập ở phụ nữ. Tôi rất vui khi phụ nữ tìm thấy sự độc lập lớn hơn, nhưng khi bạn đi quá xa theo hướng đó thì ai sẽ ở nhà?"  Gray cũng tuyên bố rằng "chủ nghĩa nữ quyền ở Mỹ kìm hãm doanh số bán sách của ông", trong khi các khu vực khác trên thế giới - ông đã trích dẫn đáng chú ý Úc và Mỹ Latinh - phù hợp hơn với thông điệp cơ bản của ông. Liên quan đến nội dung khiêu dâm trực tuyến, Gray tuyên bố: "Với phim khiêu dâm trên internet miễn phí, có một bệnh nghiện lớn đang diễn ra", ông nói thêm: "có hàng triệu người... trải nghiệm sự thỏa mãn tình dục của họ thông qua sự tưởng tượng hoàn toàn.  Ảnh hưởng của phim khiêu dâm lên não cũng giống như dùng heroin." Liên quan đến sự gia tăng của các trang web ngoại tình như Ashley Madison và Arrangement Finders, ông nói, "Khi bạn có quan hệ tình dục không chính đáng... thì cũng không sao, bạn là những người vợ lừa dối, đàn ông họ muốn quan hệ tình dục với bạn"... Vì vậy, bạn đi quan hệ tình dục với người mà bạn không biết và người bạn không yêu... tình dục không chính đáng sẽ thúc đẩy việc nghiện tình dục," ông nói thêm," nó là cùng một dạng với phim khiêu dâm." 

## Chỉ trích
Năm 2002, tác giả Julia T. Wood đã xuất bản một phản ứng phê phán đối với chân dung đàn ông và phụ nữ của Gray khi ông miêu tả chúng trong cuốn sách Đàn ông đến từ sao Hỏa, Phụ nữ đến từ sao Kim.  Vào năm 2007, Deborah Cameron đã xuất bản một bài phê bình về Grey và các dự án tự giúp đỡ khác có tiền đề về định kiến khác biệt giới tính trong Thần thoại về sao Hỏa và sao Kim: Đàn ông và phụ nữ có thực sự nói ngôn ngữ khác nhau không? 
Gray bị buộc tội mượn nội dung từ tác phẩm của tác giả Deborah Tannen và Gray đã thừa nhận có một số điểm tương đồng nhưng nói thêm: "Tôi đã dạy những ý tưởng đó trước khi tôi nghe nói về tác giả ấy" và ông đã không đọc cuốn sách của cô. Các nhà phê bình khác đã cáo buộc Grey giới hạn tâm lý con người theo các khuôn mẫu.

## Đời tư
Gray đã kết hôn với tác giả sách tự giúp đỡ Barbara De Angelis và họ đã ly dị vào năm 1984, sau đó ông đã đánh giá lại ý tưởng của mình về các mối quan hệ khác giới. Gray kết hôn với người vợ thứ hai, Bonnie, vào năm 1986. Gray có một cô con gái chung và hai cô con gái riêng.